# دينيس سوزا
دينيس دي سوزا غويديس (بالبرتغالية: Dênis de Souza Guedes‏) المعروف باسم دينيس سوزا (ولد في 9 يناير 1980 في ساو باولو) هو لاعب كرة قدم برازيلي يلعب مع ويلتز في دوري لوكسمبورغ الوطني.
وقع سوزا مع بارنسلي في أغسطس 2007 بعد فترة تجربة خضع لها في النادي. سرعان ما أصبح لاعبا اساسيا في مركز قلب الدفاع واللاعب المفضل لدى المشجعين. سجل هدفين لبارنسلي في الدوري وكلاهما ضد بريستول سيتي. ساهم أيضا في الانتصارات التي لا تنسى على أندية الدوري الإنجليزي الممتاز ليفربول وتشيلسي في كأس الاتحاد الإنجليزي 2007-08.
في 1 يوليو 2009 وقع سوزا مع السيلية القطري على عقد لمدة عامين. بعد انتهاء عقده انضم إلى دونكاستر روفرز في صفقة انتقال حر في 9 نوفمبر 2010. سرح من النادي في 20 مايو 2011.
في 31 أغسطس 2011 انضم إلى كريت في دوري السوبر اليوناني بموجب عقد لمدة عامين. في 30 يونيو 2013 بعد مفاوضات سريعة قرر سوزا عدم تجديد عقده مع كريت.